# New Addington
New Addington – dzielnica Londynu, leżąca w gminie Croydon. W 2011 dzielnica liczyła 10 801 mieszkańców.